# Шабля (турель)
Шабля (часто вживають написання ШаБля) — дистанційно керований вогневий комплекс, призначений для установки на транспортні засоби чи нерухомі об’єкти, створений і виробляється українською компанією Roboneers. Перші зразки були продемонстровані 2014 року, тоді ж комплекс вперше було застосовано в бойових діях в межах АТО. Незважаючи на успішний досвід бойового застосування, офіційно міністерство оборони України прийняло цей комплекс на озброєння лише у вересні 2023.
В якості основного засобу ураження, комплекс може бути оснащений кулеметами: Калашникова, M240 чи великокаліберним Browning M2. Також існує версія турелі оснащена автоматичним гранатометом калібру 40 мм. Окрім зброї турель обладнана блоком камер широкого та вузького поля зору, тепловізором та далекоміром. Керування комплексом відбувається віддалено за допомогою пульта і монітора.
Окупанти називають цей вогневий комплекс «Косою смерті».

## Історія
Група інженерів ентузіастів, почали працювати над проєктом роботизованої кулеметної турелі з дистанційним керування ще 2014 року. Перші зразки цієї зброї були випробувані того ж таки 2014 року, в зоні проведення АТО. 2016 року до роботи долучився волонтер та активіст Данило Ковжун, який став активно рекламувати і просувати цей проєкт. Шабля була однією з перших роботизованих систем україно-російської війни. За словами Данила Ковжуна розробка за час свого існування, пережила декілька ітерацій докорінних змін, і та «Шабля» яку прийняли на озброєння восени 2023 року, не має нічого спільного зі зразками які створювались до повномасштабного вторгнення в Україну.
Багаторазова українська олімпійська чемпіонка з фехтування на шаблях, Ольга Харлан, в серпні 2024 року, передала свою змагальну шаблю, якою вона зробила переможний укол на олімпіаді 2024 року, у благодійний фонд Сергія Притули. Спільно з фондом було організовано аукціон, на якому переможна шабля, була продана за 10 мільйонів гривень. На виручені кошти було придбано і передано на фронт 16 роботизованих турелей «Шабля».

## Технічний опис

### Загальний опис
Концепція яка закладалася при розробці турелі «Шабля», була доволі простою. Створити засіб вогневого ураження противника, який би керувався дистанційно і дозволяв вести точний вогонь, не наражаючи на небезпеку свого оператора.
Даний вогневий комплекс, є роботизованою платформою призначеною для розміщення і застосування важкого піхотного озброєння (кулеметів чи автоматичних гранатометів). Комплекс забезпечує рух зброї в горизонтальній та вертикальній площинах, дає змогу вести круговий або секторний обстріл. Може використовуватись як засіб бойового ураження, або як автоматизований спростережний пункт. До складу обладнання комплексу входить блок відеокамер широкого та вузького поля зору, тепловізор та далекомір. В якості озброєння «Шабля» може використовувати різноманітні кулемети і автоматичні гранатомети. Відомо про 4 модифікації комплексу, які кодифіковані за стандартами НАТО і прийняті на озброєння ЗСУ:
- Шабля 7,62 — модифікація оснащена кулеметом Калашникова, калібру 7,62 мм
- Шабля М240 — модифікація оснащена кулеметом M240, калібру 7,62 мм, виробництва США
- Шабля М2 — модифікація оснащена великокаліберним кулеметом Browning M2, калібру 12,7 мм, виробництва США
- Шабля МК19(М) —  модифікація оснащена автоматичним гранатометом Mk 19, калібру 40 мм, виробництва США[11]

### Технічні характеристики
- Маса: 180 кг
- Довжина: 1220 мм
- Ширина: 510 мм
- Висота: 830 мм
- Обслуга: 1 людина
- Мінімальний кут нахилу: -13°
- Максимальний кут нахилу: +75°
- Обертання в горизонтальній площині: 360°
- Швидкість обертання в горизонтальній площині: 90°/с
- Точність позиціонування: 1 MOA
- Дальність виявлення цілі (розміру автомобіля): 5000 м
- Дальність виявлення цілі (розміру людини): 1800 м

Дальність ефективного ураженні цілі, залежить від типу озброєння турелі.

## Бойове застосування
Восени 2023 року, дистанційно керований вогневий комплекс «Шабля» було прийнято на озброєння ЗСУ, а вже на початку 2024 року, Україна вперше законтрактувала закупівлю цих вогневих комплексів для потреб війська.
Станом на літо 2024 року у війську вже перебувало близько 300 турелей. Шаблю використовують в 3-й, 5-й, 59-й окремих штурмових бригадах, 24-й, 66-й, 72-й та 110-й окремих механізованих бригадах, 68-й та 71-й єгерських бригадах, 81-й аеромобільній бригаді та в 110-й, 123-й, 125-й бригадах територіальної оборони.
Турель може бути встановлена, як стаціонарно, так і на різноманітні транспортні засоби. Використовується як засіб ураження ворога, чи спостережний пункт. Також даний модуль широко застосовується для боротьби з дронами. Окупанти називають цей вогневий комплекс «Косою смерті».